# Leucoloma onraedtii
Leucoloma onraedtii là một loài Rêu trong họ Dicranaceae. Loài này được (Bizot) La Farge mô tả khoa học đầu tiên năm 1998.